# Ichneumon sieboldi
Ichneumon sieboldi är en stekelart som beskrevs av Joseph Kriechbaumer 1893. Ichneumon sieboldi ingår i släktet Ichneumon och familjen brokparasitsteklar. Inga underarter finns listade i Catalogue of Life.